# Słowenia na Zimowych Igrzyskach Olimpijskich 2014
Słowenia na Zimowych Igrzyskach Olimpijskich 2014 – kadra sportowców reprezentujących Słowenię na igrzyskach w 2014 roku w Soczi. Kadra liczyła 66 sportowców.

## Medale
| Medal  | Zawodnik      | Sport                 | Wydarzenie                        | Data      |
| ------ | ------------- | --------------------- | --------------------------------- | --------- |
| złoto  | Tina Maze     | narciarstwo alpejskie | Zjazd kobiet                      | 12 lutego |
| złoto  | Tina Maze     | narciarstwo alpejskie | Slalom gigant kobiet              | 18 lutego |
| srebro | Peter Prevc   | skoki narciarskie     | Skocznia normalna mężczyzn        | 9 lutego  |
| srebro | Žan Košir     | snowboarding          | Slalom równoległy mężczyzn        | 22 lutego |
| brąz   | Vesna Fabjan  | biegi narciarskie     | Sprint kobiet                     | 11 lutego |
| brąz   | Teja Gregorin | biathlon              | Bieg pościgowy kobiet             | 11 lutego |
| brąz   | Peter Prevc   | skoki narciarskie     | Skocznia duża męczyzn             | 15 lutego |
| brąz   | Žan Košir     | snowboarding          | Slalom gigant równoległy mężczyzn | 19 lutego |

## Skład reprezentacji

### Biathlon

#### Kobiety
- Teja Gregorin

| Konkurencja       | Zawodniczka   | Czas    | Miejsce |
| ----------------- | ------------- | ------- | ------- |
| Sprint            | Teja Gregorin | 21:48.9 | 15.     |
| Bieg pościgowy    | Teja Gregorin | 30:12.7 | 3.      |
| Bieg indywidualny | Teja Gregorin | 46:38.7 | 11.     |
| Bieg masowy       | Teja Gregorin | 36:05.0 | 5.      |
| Sztafeta          | Teja Gregorin | -       | -       |

#### Mężczyźni
- Klemen Bauer
- Peter Dokl
- Jakov Fak
- Simon Kočevar
- Janez Marič

| Konkurencja       | Zawodnik      | Czas      | Strzelanie | Miejsce |
| ----------------- | ------------- | --------- | ---------- | ------- |
| Sprint            | Klemen Bauer  | 25:40.7   | 1+1        | 26.     |
| Sprint            | Peter Dokl    | 27:20.1   | 1+0        | 72.     |
| Sprint            | Jakov Fak     | 25:06.5   | 0+0        | 10.     |
| Sprint            | Simon Kočevar | -         | -          | -       |
| Sprint            | Janez Marič   | 26:41.3   | 0+1        | 51.     |
| Bieg pościgowy    | Klemen Bauer  | 35:39.8   | 0+1+2+1    | 24.     |
| Bieg pościgowy    | Peter Dokl    | -         | -          | -       |
| Bieg pościgowy    | Jakov Fak     | 36:11.2   | 2+1+1+2    | 31.     |
| Bieg pościgowy    | Simon Kočevar | -         | -          | -       |
| Bieg pościgowy    | Janez Marič   | 38:58.4   | 0+1+0+2    | 49.     |
| Bieg indywidualny | Klemen Bauer  | 55:29.1   | 2+0+1+2    | 52.     |
| Bieg indywidualny | Peter Dokl    | 57:51.5   | 0+2+0+1    | 74.     |
| Bieg indywidualny | Jakov Fak     | 53:17.6   | 1+0+1+2    | 32.     |
| Bieg indywidualny | Simon Kočevar | -         | -          | -       |
| Bieg indywidualny | Janez Marič   | 56:22.4   | 1+1+0+1    | 63.     |
| Bieg masowy       | Klemen Bauer  | -         | -          | -       |
| Bieg masowy       | Peter Dokl    | -         | -          | -       |
| Bieg masowy       | Jakov Fak     | 42:57.2   | 0+1+1+0    | 4.      |
| Bieg masowy       | Simon Kočevar | -         | -          | -       |
| Bieg masowy       | Janez Marič   | -         | -          | -       |
| Sztafeta          | Klemen Bauer  | 1:13:43.1 | 0+5        | 6.      |
| Sztafeta          | Peter Dokl    | 1:13:43.1 | 0+5        | 6.      |
| Sztafeta          | Jakov Fak     | 1:13:43.1 | 0+5        | 6.      |
| Sztafeta          | Janez Marič   | 1:13:43.1 | 0+5        | 6.      |

### Biegi narciarskie

#### Kobiety
| Konkurencja       | Zawodnik                                                  | Czas      | Pozycje |
| ----------------- | --------------------------------------------------------- | --------- | ------- |
| Sprint            | Vesna Fabjan                                              | 2:35,89   | brąz    |
| Sprint            | Katja Višnar                                              | 2:37,76   | 9.      |
| Sprint            | Alenka Čebašek                                            | 2:37,69   | 17.     |
| Sprint            | Nika Razinger                                             | 2:43,61   | 27.     |
| sprint drużynowy  | Alenka Čebašek Katja Višnar                               | 16:57,98  | 10.     |
| Bieg indywidualny | Alenka Čebašek                                            | 31:13,6   | 33.     |
| Bieg indywidualny | Barbara Jezeršek                                          | 31:40,0   | 41.     |
| Bieg indywidualny | Katja Višnar                                              | 32:47,0   | 54.     |
| Bieg indywidualny | Nika Razinger                                             | 33:54,1   | 60.     |
| Bieg łączony      | Barbara Jezeršek                                          | 40:29,5   | 19.     |
| Bieg masowy       | Barbara Jezeršek                                          | 1:15:35,8 | 31.     |
| Sztafeta          | Alenka Čebašek Katja Višnar Barbara Jezeršek Vesna Fabjan | 56:37,0   | 11.     |

### Hokej na lodzie

#### Mężczyźni
- Luka Gračnar
- Andrej Hočevar
- Robert Kristan
- Blaž Gregorc
- Sabahudin Kovačević
- Aleš Kranjc
- Žiga Pavlin
- Matic Podlipnik
- Klemen Pretnar
- Mitja Robar
- Andrej Tavželj
- Boštjan Goličič
- Žiga Jeglič
- Anže Kopitar
- Anže Kuralt
- Jan Muršak
- Aleš Mušič
- Žiga Pance
- Tomaž Razingar
- David Rodman
- Marcel Rodman
- Robert Sabolič
- Rok Tičar
- Jan Urbas
- Miha Verlič

| Słowenia | Grupa A | Grupa A  | Grupa A           | Runda kwalifikacyjna | Ćwierćfinał | Miejsce |
| -------- | ------- | -------- | ----------------- | -------------------- | ----------- | ------- |
| Słowenia | Rosja   | Słowacja | Stany Zjednoczone | Austria              | Szwecja     | Miejsce |
| Słowenia | 2:5     | 3:1      | 1:5               | 4:0                  | 0:5         | 7.      |

### Kombinacja norweska
| Konkurencja             | Zawodnik       | Skoki narciarskie | Skoki narciarskie | Skoki narciarskie | Bieg narciarski | Bieg narciarski | Strata   | Pozycja |
| Konkurencja             | Zawodnik       | Skok              | Nota              | Pozycja           | Czas biegu      | Pozycja         | Strata   | Pozycja |
| ----------------------- | -------------- | ----------------- | ----------------- | ----------------- | --------------- | --------------- | -------- | ------- |
| Skocznia normalna/10 km | Marjan Jelenko | 99,0              | 123,9             | 7.                | 24:53,2         | 32.             | + 1:33,0 | 21.     |
| Skocznia normalna/10 km | Gašper Berlot  | 92,5              | 106,3             | 39.               | 24:44,9         | 31.             | + 2:32,4 | 34.     |
| Skocznia normalna/10 km | Mitja Oranič   | 93,5              | 109,2             | 30.               | 25:17,4         | 34.             | + 2:56,2 | 37.     |
| Skocznia duża/10 km     | Marjan Jelenko | 124,5             | 109,1             | 14.               | 23:08,6         | 20.             | + 1:01,1 | 16.     |
| Skocznia duża/10 km     | Gašper Berlot  | 120,0             | 96,4              | 34.               | 23:46,6         | 28.             | + 2:29,1 | 33.     |
| Skocznia duża/10 km     | Mitja Oranič   | 118,5             | 96,7              | 33.               | 24:29,8         | 40.             | + 3:11,3 | 39.     |

### Narciarstwo alpejskie

#### Kobiety
| Konkurencja     | Zawodniczka     | Czas 1. przejazdu      | Czas 2. przejazdu            | Czas łączny                  | Pozycje                      |
| --------------- | --------------- | ---------------------- | ---------------------------- | ---------------------------- | ---------------------------- |
| Zjazd           | Tina Maze       |                        |                              | 1:41,57                      | złoto                        |
| Zjazd           | Ilka Štuhec     |                        |                              | 1:42,65                      | 10.                          |
| Zjazd           | Maruša Ferk     |                        |                              | 1:43,24                      | 18.                          |
| Supergigant     | Tina Maze       |                        |                              | 1:26,28                      | 5.                           |
| Supergigant     | Ilka Štuhec     |                        |                              | 1:27,69                      | 13.                          |
| Supergigant     | Maruša Ferk     |                        |                              | 1:28,19                      | 16.                          |
| Slalom gigant   | Tina Maze       | 1:17,88                | 1:18,99                      | 2:36,87                      | złoto                        |
| Slalom gigant   | Katarina Lavtar | 1:21,22                | 1:19,42                      | 2:40,64                      | 20.                          |
| Slalom gigant   | Ilka Štuhec     | 1:23,03                | 1:21,82                      | 2:44,85                      | 31.                          |
| Slalom gigant   | Maruša Ferk     | 1:22,57                | nie ukończyła 2-go przejazdu | nie ukończyła 2-go przejazdu | nie ukończyła 2-go przejazdu |
| Slalom          | Tina Maze       | 53,29                  | 52,96                        | 1:46,25                      | 8.                           |
| Slalom          | Maruša Ferk     | 57,43                  | 52,73                        | 1:50,16                      | 19.                          |
| Slalom          | Katarina Lavtar | Nie stanęła na starcie | Nie stanęła na starcie       | Nie stanęła na starcie       | Nie stanęła na starcie       |
| Superkombinacja | Tina Maze       | 1:43,54                | 51,71                        | 2:35,25                      | 4.                           |
| Superkombinacja | Maruša Ferk     | 1:44,87                | 52,02                        | 2:36,89                      | 10.                          |
| Superkombinacja | Ilka Štuhec     | 1:44,26                | Nie ukończyła slalomu        | Nie ukończyła slalomu        | Nie ukończyła slalomu        |

#### Mężczyźni
| Konkurencja      | Zawodnik       | Czas 1. przejazdu           | Czas 2. przejazdu           | Czas łączny                 | Pozycje                     |
| ---------------- | -------------- | --------------------------- | --------------------------- | --------------------------- | --------------------------- |
| zjazd            | Klemen Kosi    |                             |                             | 2:08,98                     | 24.                         |
| supergigant      | Klemen Kosi    |                             |                             | 1:21,27                     | 29.                         |
| Slalom gigant    | Žan Kranjec    | 1:23,82                     | 1:24,66                     | 2:48,48                     | 23.                         |
| Slalom gigant    | Klemen Kosi    | 1:26,61                     | 1:26,75                     | 2:53,36                     | 37.                         |
| Slalom specjalny | Mitja Valenčič | 48,32                       | 55,82                       | 1:44,14                     | 11.                         |
| Slalom specjalny | Žan Kranjec    | Nie ukończył 1-go przejazdu | Nie ukończył 1-go przejazdu | Nie ukończył 1-go przejazdu | Nie ukończył 1-go przejazdu |
| Slalom specjalny | Klemen Kosi    | Nie ukończył 1-go przejazdu | Nie ukończył 1-go przejazdu | Nie ukończył 1-go przejazdu | Nie ukończył 1-go przejazdu |
| Superkombinacja  | Klemen Kosi    | 1:56,41                     | 54,22                       | 2:50,63                     | 22.                         |

### Narciarstwo dowolne

#### Mężczyźni
| Zawodnik     | Konkurencja | Kwalifikacje | Kwalifikacje | 1/8 finału | 1/8 finału | Ćwierćfinał | Ćwierćfinał | Półfinał | Półfinał | Finał | Finał   |
| Zawodnik     | Konkurencja | Czas         | Miejsce      | Czas       | Miejsce    | Czas        | Miejsce     | Czas     | Miejsce  | Czas  | Miejsce |
| ------------ | ----------- | ------------ | ------------ | ---------- | ---------- | ----------- | ----------- | -------- | -------- | ----- | ------- |
| Filip Flisar | Skicross    | 1:17,35      | 7.           | -          | 1.         | -           | 1.          | -        | 4.       | -     | 6.      |

### Skoki narciarskie

#### Kobiety
| Konkurencja             | Skoczek      | Skok 1    | Skok 1 | Skok 2    | Skok 2 | Nota  | Pozycja |
| Konkurencja             | Skoczek      | odległość | Nota   | odległość | Nota   | Nota  | Pozycja |
| ----------------------- | ------------ | --------- | ------ | --------- | ------ | ----- | ------- |
| Skocznia normalna K-106 | Maja Vtič    | 100,5     | 120,1  | 100,5     | 121,8  | 241,9 | 6.      |
| Skocznia normalna K-106 | Katja Požun  | 96,5      | 113,9  | 99,5      | 119,7  | 233,6 | 11.     |
| Skocznia normalna K-106 | Špela Rogelj | 91,5      | 102,0  | 86,5      | 97,6   | 199,6 | 26.     |
| Skocznia normalna K-106 | Eva Logar    | 90,0      | 100,1  | 88,0      | 99,0   | 199,1 | 27.     |

#### Mężczyźni
| Konkurencja              | Skoczek                                              | Kwalifikacje | Kwalifikacje | Skok 1                  | Skok 1                  | Skok 2                  | Skok 2                  | Nota                  | Pozycja               |
| Konkurencja              | Skoczek                                              | odległość    | Nota         | odległość               | Nota                    | odległość               | Nota                    | Nota                  | Pozycja               |
| ------------------------ | ---------------------------------------------------- | ------------ | ------------ | ----------------------- | ----------------------- | ----------------------- | ----------------------- | --------------------- | --------------------- |
| Skocznia normalna HS-106 | Peter Prevc                                          | PQ           | PQ           | 102,5                   | 134,8                   | 99,0                    | 130,5                   | 165,3                 | srebro                |
| Skocznia normalna HS-106 | Jernej Damjan                                        | 93,5         | 115,6        | 101,0                   | 126,1                   | 99,5                    | 128,6                   | 254,7                 | 9.                    |
| Skocznia normalna HS-106 | Jurij Tepeš                                          | 89,5         | 106,9        | 100,0                   | 127,0                   | 93,0                    | 109,7                   | 236,7                 | 26.                   |
| Skocznia normalna HS-106 | Robert Kranjec                                       | PQ           | PQ           | Nie stanął na starcie   | Nie stanął na starcie   | Nie stanął na starcie   | Nie stanął na starcie   | Nie stanął na starcie | Nie stanął na starcie |
| Skocznia duża K-140      | Peter Prevc                                          | PQ           | PQ           | 135,0                   | 134,5                   | 131,0                   | 140,3                   | 274,8                 | brąz                  |
| Skocznia duża K-140      | Jernej Damjan                                        | 126,0        | 115,9        | 124,5                   | 121,2                   | 130,5                   | 124,7                   | 245,9                 | 17.                   |
| Skocznia duża K-140      | Jurij Tepeš                                          | 123,5        | 107,9        | 124,5                   | 118,2                   | 131,0                   | 124,0                   | 242,2                 | 20.                   |
| Skocznia duża K-140      | Robert Kranjec                                       | PQ           | PQ           | 125,5                   | 108,1                   | Nie awansował           | Nie awansował           | 108,1                 | 37.                   |
| Konkurs drużynowy        | Jurij Tepeš Robert Kranjec Jernej Damjan Peter Prevc |              |              | 133,0 120,5 128,0 133,5 | 127,1 103,9 119,5 137,7 | 126,5 131,0 130,5 136,0 | 121,2 121,9 125,3 139,0 | 995,6                 | 5.                    |

### Snowboard

#### Kobiety
| Slalom równoległy        | Glorija Kotnik | 1:05,94 | 23. | Nie awansowała | Nie awansowała | Nie awansowała | Nie awansowała | 23. |
| Slalom gigant równoległy | Glorija Kotnik | 1:57,68 | 24. | Nie awansowała | Nie awansowała | Nie awansowała | Nie awansowała | 24. |

#### Mężczyźni
| Konkurencja | Zawodnik          | Kwalifikacje | Kwalifikacje | Kwalifikacje | Kwalifikacje | Półfinał      | Półfinał      | Półfinał      | Półfinał      | Finał         | Finał         | Finał         | Finał   |
| Konkurencja | Zawodnik          | 1. zjazd     | 2. zjazd     | Najlepszy    | Miejsce      | 1. zjazd      | 2. zjazd      | Najlepszy     | Miejsce       | 1. zjazd      | 2. zjazd      | Najlepszy     | Miejsce |
| ----------- | ----------------- | ------------ | ------------ | ------------ | ------------ | ------------- | ------------- | ------------- | ------------- | ------------- | ------------- | ------------- | ------- |
| Halfpipe    | Tim-Kevin Ravnjak | 68,75        | 76,50        | 76,50        | 5.           | 72,00         | 75,50         | 75,50         | 6.            | 72,25         | 16,50         | 72,25         | 8.      |
| Halfpipe    | Jan Kralj         | 59,75        | 27,75        | 59,75        | 15.          | Nie awansował | Nie awansował | Nie awansował | Nie awansował | Nie awansował | Nie awansował | Nie awansował | 29.     |

| Slalom równoległy        | Žan Košir        | 58,92           | 2.              | Jasey-Jay Anderson 0.00 | Nevin Galmarini br /> 0.00 | Aaron March 0.00      | Vic Wild +0,23       | srebro          |
| Slalom równoległy        | Rok Marguč       | 59,52           | 12.             | Patrick Bussler +0.96   | Nie awansował              | Nie awansował         | Nie awansował        | 12.             |
| Slalom równoległy        | Rok Flander      | 1:00,30         | 22.             | Nie awansował           | Nie awansował              | Nie awansował         | Nie awansował        | 22.             |
| Slalom równoległy        | Izidor Šušteršič | Dyskwalifikacja | Dyskwalifikacja | Dyskwalifikacja         | Dyskwalifikacja            | Dyskwalifikacja       | Dyskwalifikacja      | Dyskwalifikacja |
| slalom gigant równoległy | Rok Marguč       | 1:37,33         | 4.              | Jasey-Jay Anderson 0.00 | Nevin Galmarini +0.38      | Nie awansował         | Nie awansował        | 5.              |
| slalom gigant równoległy | Rok Flander      | 1:37,53         | 6.              | Alexander Bergmann 0.00 | Patrick Bussler +0.86      | Nie awansował         | Nie awansował        | 6.              |
| slalom gigant równoległy | Žan Košir        | 1:37,82         | 8.              | Philipp Schoch 0.00     | Andreas Prommegger 0.00    | Nevin Galmarini +1.48 | Patrick Bussler 0.00 | brąz            |
| slalom gigant równoległy | Izidor Šušteršič | 1:41,02         | 21.             | nie awansował           | nie awansował              | nie awansował         | nie awansował        | 21.             |